# Chersotis livescens
Chersotis livescens là một loài bướm đêm trong họ Noctuidae.